# Louis-Ernest Dubois
Louis-Ernest Dubois (1. září 1856 Saint-Calais – 23. září 1929 Paříž) byl francouzský římskokatolický kněz, biskup ve Verdunu (1901–1909), arcibiskup v Bourges (1909–1916), v Rouenu (1916–1920) a arcibiskup pařížský (1920–1929). V roce 1916 byl jmenován kardinálem.

## Životopis
Louis-Ernest Dubois studoval v kněžském semináři v Précigné a poté v semináři v Le Mans. Dne 20. září 1879 byl vysvěcen na kněze a působil ve farnosti v diecézi Le Mans. V roce 1888 se stal redaktorem časopisu La Semaine du fidèle, který vydávala diecéze. V roce 1895 byl jmenován čestným kanovníkem u katedrály v Mans. V letech 1898–1901 působil na tamním biskupství jako generální vikář.
Dne 5. dubna 1901 byl jmenován verdunským biskupem a stal se tak nejmladším biskupem ve Francii. Dne 30. listopadu 1909 se stal arcibiskupem v Bourges. Po vypuknutí první světové války založil Union Sacrée, která pomáhala dětem, které ztratily rodiče ve válce. Dne 13. března 1916 byl jmenován arcibiskupem v Rouenu a stal se primasem Normandie. Papež Benedikt XV. jej téhož roku 4. prosince jmenoval kardinálem s titulem kardinál-kněz u kostela Santa Maria in Aquiro. Dne 13. prosince 1920 byl jmenován pařížským arcibiskupem.
Zemřel 23. září 1929 a byl pohřben do krypty katedrály Notre-Dame v Paříži.